# Chó McNab
Chó McNab - thường được gọi dưới những cái tên khác là Chó chăn cừu McNab hoặc Chó McNab Collie - là một con chó chăn gia súc có nguồn gốc ở vùng Mendocino, miền Bắc California. McNab được lai tạo để chịu được các điều kiện khắc nghiệt ở California như nhiệt độ, địa hình gồ ghề,... Cho đến gần đây, giống chó McNab ít được biết đến bên ngoài California, nhưng ba thập kỷ qua đã chứng kiến sự phổ biến và phân tán địa lý của giống chó này.

## Lịch sử
Alexander McNab đã rời quê hương Scotland của mình vào cuối thế kỷ 19 để sở hữu trang trại chăn nuôi cừu rộng 10.000 mẫu Anh của mình ở Sanel Rancho, sau này trở thành Hopland, California. Tìm kiếm để phát triển một con chó chăn gia súc có thể xử lý các điều kiện khắc nghiệt trên trang trại của mình, McNab quyết định phối giống con chó giống Scotland Collie ông mang theo với những con chó mạnh mẽ của những người chăn cừu Basque du mục ông gặp gần trang trại của mình. McNab khéo léo gọi con chó của mình là "Chó chăn cừu McNab".
Vào đầu những năm 1900, người nông dân cao tuổi McNab đã bàn giao lại trang trại lại cho con trai út của mình, John McNab, một luật sư và cũng là người chăn nuôi gia súc đã hồi sinh phong cách chăn nuôi của cha mình. Sự tinh tế của Chó chăn cừu McNab tiếp tục được phổ biến và những con chó bổ sung được nhập khẩu từ Scotland cho mục đích sinh sản và chăn nuôi.
Theo thời gian, những con chó McNab đã chứng minh là những con chó chăn nuôi tốt nhất mà những người nông dân California tin tưởng và phụ thuộc vào. Bây giờ giống này đang lan rộng trên khắp Hoa Kỳ và Canada với một vài con chó giống McNab đóng vai trò làm động vật nuôi ở Đức và một số McNab thể thao ở Nhật Bản.